# 프로그램 학습
프로그램 학습(Programmed learning) 또는 프로그램 교수법(programmed instruction)은 학습자들이 성공적으로 일할 수 있게 도와주는 연구 기반 시스템이다.
1954년에 스키너(B. F. Skinner)가 발표한 프로그램 학습이론이 1963년에는 실제로 프로그램화한 학습내용으로 되었으며, 교수기계(teaching machine)에 의하여 교수가 합리적이고 능률적으로 이루어지도록 하기 위해 이를 응용하였다. 그 후 세계각국에서 프로그램의 연구와 자기교수장치(自己敎授裝置：auto－instrcutional device)가 발달되어 오늘날에는 교수의 능률화가 증진되어 가고 있다.
이 교수의 고안은 여러 가지 이름을 동반하고 있다. 즉 교수기계·자기교수장치·프로그램된 교수(programmed instruction)·프로그램된 학습(programmed learning), 프로그램된 계열(programmed sequence)·프로그램된 자료(programmed materials)·프로그램된 책(programmed text) 등이다. 여기에서 공통되는 것은 학생 스스로 학습할 수 있도록 꾸며진 고안이라는 점이다. 프로그램된 계열이나 자료나 책은 학습된 내용의 조직을 말해 주는 것이고, 교수기계 혹은 자기교수장치는 그야말로 기계 혹은 장치이다. 그러므로 여기에서 핵심이 되는 것은 프로그램된 내용이다. 프로그램된 교수 혹은 학습이란 결국 기계장치 혹은 책의 형태로 되어 있는 프로그램 학습내용을 학생에게 학습시킨다는 교수 ― 학습방법을 지칭하는 말이다.

## 프로그램 교수법의 이론적 근거
스키너는 프로그램 학습의 이론적 근거로서 다음과 같은 것을 들었다.
1. 학습은 학생이 적극적으로 학과에 열중하였을 때에 가장 신속히 일어난다.
2. 실생활에 활용할 수 있는 형태로 학생들의 지식이나 기술을 발달시켰을 때에 학습은 가장 효과적이다.
3. 학습은 '결과에 관한 지식'이 곧 각 반응에 대하여 주어질 때 가장 신속히 일어난다. 즉 반응과 보상과의 사이가 빠를수록 좋다. 거리가 있으면 그만큼 보상의 효과가 늦어진다.
4. 학과가 쉬운 순서대로 조직되어 있으면 학습은 가장 신속히 일어난다.
5. 자주 결과에 대한 지식을 얻는 것은 학생을 과업에 충실히 관여케 하는 결과가 된다. 그리하여 포부수준(抱負水準)을 조금씩 높여가는 것이 좋다.
6. 학습은 개인적으로 일어나고 학생 각 개인의 속도에 맞추도록 하여야 한다.

이러한 원칙에 충실한 방법이 프로그램된 학습이고 교수이다. 교수기계(teaching machine)란 학습할 자료를 넣어 두고 함부로조작하지 못하게 하는 장치이며, 프로그램이란 그 자료를 말한다. 따라서 이곳에서는 무엇보다도 학습할 내용을 프로그래밍하는 것이 중요하다.
프로그램된 교수를 반대한 사람들은 적어도 1시간분의 프로그램을 작성하려면 6-7시간 걸리고, 복잡한 이해를 위한 프로그래밍은 어렵다는 것이다. 그리고 조잡한 프로그램 교수는 오히려 역효과를 내고 또 학습이 고립적으로 행하여지며 사고의 기회가 적어지고 하나의 정해진 궤도를 걷기 쉽다는 점을 지적하였다.

## 같이 보기
- 문답법